# Rüdiger Abramczik
Rüdiger „Abi“ Abramczik (* 18. Februar 1956 in Gelsenkirchen-Erle) ist ein ehemaliger deutscher Fußballspieler und -trainer sowie Spieler in der Nationalmannschaft. Während seiner aktiven Zeit beim FC Schalke 04 galt der Offensivspieler als herausragender Rechtsaußen und Flankengeber („Flankengott“).

## Sportliche Laufbahn

### Vereinskarriere
Der Sohn eines Schlossers wurde von Berni Klodt beim Gelsenkirchener Stadtteilverein Erle 08 entdeckt. Mit zehn Jahren wechselte Abramczik zum FC Schalke 04. In verschiedenen Jugendnationalmannschaften brachte er es auf 23 Einsätze.
Am 11. August 1973 gab Abramczik beim 0:3 in Stuttgart sein Debüt in der Bundesliga und blieb knapp drei Jahre lang jüngster Spieler in der Geschichte des Oberhauses, bevor Jürgen Friedl 1976 zu seinem ersten Einsatz für Eintracht Frankfurt kam und ihn damit in seiner Eigenschaft als jüngster Bundesligaspieler ablöste. Abramczik bildete ein Sturmduo mit Klaus Fischer, als dessen „Vorlagengeber“ er galt. Sein erstes Tor erzielte er fünf Wochen vor seinem 18. Geburtstag beim 5:2-Sieg gegen den VfL Bochum.
Wegen finanzieller Probleme verkaufte Schalke 1980 seinen „Straßenfußballer“ Abramczik an Borussia Dortmund. Beim BVB bildete er mit Manfred Burgsmüller eines der torgefährlichsten Sturmduos der folgenden Jahre.
Nach weiteren Stationen beim 1. FC Nürnberg, bei Galatasaray Istanbul (Türkischer Pokalsieger 1985) und Rot-Weiß Oberhausen kehrte er 1987 noch einmal zurück zu Schalke und bestritt noch vier Spiele als Libero. Insgesamt kam er auf 316 Bundesligaspiele, in denen er 77 Tore schoss. Bei Wormatia Worms und dem FC Gütersloh ließ er seine Karriere ausklingen.

### Auswahleinsätze
1977 gab er beim 5:0-Sieg über Nordirland sein Länderspieldebüt in der DFB-A-Nationalelf. Ein Jahr zuvor hatte Abramczik bereits seinen Einstand in der B-Auswahl gefeiert, für die er insgesamt dreimal auflief.
Er spielte bis 1979 19-mal in der deutschen Nationalmannschaft und erzielte zwei Tore. Er nahm auch an der Weltmeisterschaft in Argentinien 1978 teil, bei der er in der zweiten Finalrunde beim 2:2 im Spiel gegen die Niederlande einen Treffer erzielte. Insgesamt bestritt er bei der WM 1978 drei Partien für die DFB-Auswahl. Sein früher Abschied aus der Nationalmannschaft hing mit einem Streit mit dem damaligen DFB-Präsidenten Hermann Neuberger zusammen.

## Trainerlaufbahn
Obwohl er finanziell unabhängig war, kehrte Abramczik wieder ins Fußballgeschäft zurück und trainierte unter anderem den 1. FC Saarbrücken, Lewski Sofia und FC Kärnten in Österreich. Bis 2006 war er auch noch Übungsleiter im Amateurbereich. Am 3. August 2008 übernahm er den lettischen Vize-Meister Metalurgs Liepāja und er führte diesen im Jahr 2009 zur lettischen Meisterschaft. Der am 31. Dezember 2010 auslaufende Vertrag wurde nicht verlängert.

### Manager
Am 23. März 2012 wurde Abramczik Sportlicher Leiter beim KSV Hessen Kassel. Diesen Posten hatte er allerdings nur bis zum 30. Juni 2012 inne.

## Geschäftliches
Seine Erfolge im Fußball machten Abramczik finanziell unabhängig. In seiner Heimatstadt Gelsenkirchen kaufte er nach und nach über 30 Häuser und Wohnungen, daneben betrieb er eine Färberei und ein Sportgeschäft. Zusammen mit Manfred Burgsmüller und Peter Neururer betrieb er auch ein Reisebüro.

## Erfolge

### Spieler
- 1977: Deutscher Vizemeister mit Schalke 04
- 1985: Türkischer Pokalsieger mit Galatasaray Istanbul

### Trainer
- 2009: Lettischer Fußballmeister mit Liepājas Metalurgs

## Familie
Rüdiger Abramczik ist verheiratet und hat zwei Kinder. Sein Bruder Volker Abramczik war ebenfalls Profi-Fußballspieler.